# Луцій Корнелій Бальб (консул-суффект)
Луцій Корнелій Бальб (100 до н. е. — після 32 року до н. е.) — політичний та військовий діяч Римської республіки.

## Біографія

### Початок кар'єри
Мав іберійське походження, із заможної родини. Народився у м. Гадес (сучасний Кадіс, Іспанія). Син Луція Корнелія Бальба Старшого. 
Замолоду Бальб поступив до римської армії, у складі якої бився проти Серторія під командуванням спочатку Гая Меммія, а потім Гнея Помпея, брав участь у битвах при Сукроні та Турії й залишався при Помпеї до кінця війни. У 72 році до н. е. отримав римське громадянство від Помпея на підставі закону Геллія — Корнелія, ймовірно за рекомендацією Луція Лентула Круса, разом зі своїм батьком Луцієм та братом Публієм.
Бальб отримав стан римського вершника. Спочатку належав до однієї з міських триб Риму, а згодом перейшов до престижнішої Крустумінської, домігшись осуду одного з її членів за звинуваченням у незаконному здобутті посади. У 69—68 роках до н. е. познайомився з Гаєм Цезарем під час його іспанської квестури й став його близьким другом. У 62—60 роках до н. е. був префектом майстрових Цезаря. Останній з поваги до Бальба надав місту Гадес багато пільг. Сам Гадес встановив із Луцієм Бальбом відносини гостинності.
У 60 році до н. е. Бальб за дорученням Цезаря вів перемовини з Цицероном, домагаючись його підтримки тріумвірату. У 59 році до н. е. Корнелій Бальб був усиновлений Теофаном, прихильником Помпея, заради придбання якихось матеріальних вигод. У цьому ж році Бальб виступав субскріптором при звинуваченні Луція Валерія Флакка у здирництві, а ще раніше кілька разів судився з ним у цивільних справах, тим не менш, пізніше Флакк зробив його своїм спадкоємцем. Тоді ж Бальб знову отримав посаду префекта майстрових у галльську армії Цезаря. У 58 році до н. е. Луцій Бальб надавав підтримку рідним Цицерона під час вигнання останнього. Завдяки дружбі з Цезарем і Помпеєм придбав значні статки, чим викликав заздрість. У 56 році до н. е. був звинувачений якимось мешканцем Гадесу у незаконному привласненні римського громадянства (з огляду на всиновлення Теофаном з Мітилени), але був виправданий завдяки захисту Помпея, Красса й Цицерона.
Після 56 року до н. е. був довіреною особою Цезаря у Римі, представляв його інтереси, вів від його імені перемовини і залучав союзників.

### Громадянська війна
Після початку громадянської війни поміж Цезарем та Помпеєм у 49 році до н. е. Бальб залишився у Римі та продовжував там дипломатичну діяльність в інтересах Цезаря. Під час військових кампаній і диктатури Цезаря Бальб разом перебував у Римі на положенні довіреної осіби, повноважного представника й фактичного правителя, попри те, що був лише вершником і не входив до сенату. В цей час листувався за допомогою шифру з Цезарем. У 48—47 роках до н. е. Ціцерон, який проживав у Брундізії, через Бальба вів перемовини про можливість повернення до Риму, а домігшись власного прощення, продовжував просити Бальба за інших помпеянцев: Цецину, Ампія Бальба, Нігідія Фігула. За дорученням Цезаря Луцій Бальб займався переважно фінансовими питаннями, а також виступав як посередник при листуванні Цезаря з Ціцероном стосовно літературних питань. Влітку 45 року до н.е та влітку 44 року до н. е. серйозно хворів, страждаючи від болю у ногах. На початку 44 року до н. е. Бальб порадив Цезарю прийняти делегацію сенату сидячи, чим Цезар викликав серйозне невдоволення сенаторів.
Після вбивства Цезаря Бальб був присутнім на нараді цезаріанцев, де висловився за негайну помсту вбивцям, але його думка не була підтримана Марком Антонієм. Після прибуття Октавіана до Італії Бальб зустрівся з ним й став на його бік. Незабаром разом з Октавіаном поїхав до Риму, де брав активну участь у політичному житті. Спонукав Гірція написати продовження записок Цезаря про галльську війну.
У 41—40 роках до н. е. управляв Іспанією, провінцією Октавіана, на посаді пропретора, а у 40 році до н. е. був формально підпорядкований Луцію Антонію з тим, щоб стежити за його поведінкою. 40 року до н. е. став консулом-суфектом разом з Публієм Канідієм Крассом, першим римським консулом, який народився за межами Італії. Спільно з колегою провів свято на честь перемоги над вбивцями Цезаря при Філіпах. Незабаром після цього Луцій Бальб став патроном м. Капуї.
Після смерті залишив кожному римському громадянину по сто сестерціїв.

## Творчість
Луцій Корнелій Бальб займався складанням римської історії. Дотепер відомо лише про одну історичну працю Бальба — «Ефемеріди». Цей твір був присвячений Гаю Юлію Цезарю.
Також Луцій Корнелій цікавився театральним мистецтвом. Замислив зведення театру (він став одним з перших кам'яних постійних театрів у Римі (після театру Помпея та театру Марцелла). Ця будівля була розрахована на 7 тисяч 700 глядачів. Втім плани щодо театру за життя Бальба не було зреалізовано. Його звів у 13 році до н. е. небіж Луція Бальба — Луцій Корнелій Бальб Молодший. Цей театр став називатися театром Бальба.